# دكستر كامبريدج
دكستر كامبريدج (بالإنجليزية: Dexter Cambridge) مواليد 29 يناير 1970 في باهاماس، هو لاعب كرة سلة بهامي. بدأ مسيرته الاحترافية في سنة 1992. يبلغ طوله 6 قدم 7 بوصة (2.0 م). اعتزل اللعب في 2001.

## المسيرة الاحترافية
لعب مع دالاس مافيريكس في موسم 1992–1993، ثم لعب مع نادي غوريتسيا لكرة السلة في موسم 1996–1997، ثم لعب مع فابريانو باسكت في موسم 1998–1999، ثم لعب مع أوبراس سانيتارياس في الدوري الأرجنتيني في موسم 2000–2001.

## روابط خارجية
- دكستر كامبريدج على موقع الاتحاد الدولي لكرة السلة (الإنجليزية)
- دكستر كامبريدج على موقع إن بي أي (الإنجليزية)
- دكستر كامبريدج على موقع سبورتس رفرنس (الإنجليزية)
- دكستر كامبريدج على موقع كرة السلة الأوروبية.كوم (الإنجليزية)
- دكستر كامبريدج على موقع كلية كرة السلة في سبورتس رفرنس.كوم (الإنجليزية)
- دكستر كامبريدج على موقع ريلجم (الإنجليزية)
- دكستر كامبريدج على موقع بروبوليرز (الإنجليزية)